# Puits de l'angle de la rue du Puits et de la rue Bucaille, à Honfleur
La puits de l'angle de la rue du Puits et de la rue Bucaille est un édifice située à Honfleur, en France.

## Localisation
Le puits est situé dans le département français du Calvados, à l'ouest du centre-ville de Honfleur.

## Architecture
L'édifice est inscrit au titre des monuments historiques depuis le 11 octobre 1930.